# 한상훈 (바둑 기사)
한상훈(韓尙勳, 1988년 5월 16일 경상남도 진주시 ~ )은 대한민국의 바둑 기사이다.

## 약력
2000년 해태배에서 우승하여 이후 충암고등학교를 졸업했다. 2006년 107회 입단대회를 통해 입단했다. 2012년 6단을 거쳐 2014년 2월 7단으로 승단했다. 2007년에 바둑대상 신예기사상을 수상했으며 2008년에는 전자랜드배 청룡왕전에서 우승하였다. 2017년 3월, 8단으로 승단했으며 2020년, 9단으로 승단했다.

## 경력
- 2008년 제12회 LG배 조선일보 기왕전 준우승 (vs 이세돌)
- 2009년 바투인비테이셔널4강 (vs 박지은)
- 2009년 월드바투리그시즌1 듀얼토너먼트 A조 출전
- 2020년 오로 3040 바둑챔피언십 우승 (vs 윤찬희)